# RBC Verviers-Pepinster
Royal Basket Club Verviers-Pepinster (kurz: RBC Verviers-Pepinster) ist ein belgischer Basketballverein aus Pepinster in der wallonischen Provinz Lüttich. Die professionelle erste Mannschaft wird von dem TK-Unternehmen VOO gesponsert. Daher tritt die erste Mannschaft unter dem Namen VOO Wolves an.
In der Vergangenheit war auch von 1990 an die belgische Eisenbahngesellschaft lange Zeit Namenssponsor, so dass die Mannschaft längere Zeit unter dem Namen Go Pass Pepinster spielte. Seit 2001 wird auch offiziell der Name der nächstgrößeren Stadt Verviers im Vereinsnamen geführt. Der bekannteste Spieler, der dem Verein entstammt, ist der wohl bedeutendste belgische Spieler der 2000er Jahre, Axel Hervelle, der sich 2012 finanziell und an der Geschäftsführung der professionellen Spielbetriebsgesellschaft des Vereins beteiligte, als diese in Finanznot geriet. Ende März 2013 kam es gleichwohl wie schon fünf Jahre zuvor zu einem erneuten Konkursantrag.

## Geschichte
1938 gegründet, wird der Verein mit der Matrikelnummer 0046 beim belgischen Basketballverband geführt. Erst nach dem 25-jährigen Vereinsjubiläum erwachte der Ehrgeiz, auch Basketball auf Leistungssportniveau zu betreiben. In den 1970er Jahren stieg die Herrenmannschaft von der vierthöchsten Spielklasse in die zweithöchste Belgiens auf. 1985 gelang der Aufstieg in die höchste nationale Spielklasse Belgiens, der die erste Herrenmannschaft seitdem angehört. 1990 gelang erstmals die Qualifikation für einen internationalen Wettbewerb, wo man unter dem neuen Namen Go Pass Pepinster im Korać-Cup spielte. Für diesen internationalen Wettbewerb konnte man sich in den 1990er Jahren vergleichsweise regelmäßig qualifizieren, ohne dass man durchschlagende Erfolge auf nationaler oder gar internationaler Ebene erringen konnte.
In der Spielzeit 1999/2000 übernahm der Kroate Nikša Bavčević das Traineramt und Victor Bosquin wurde neuer Präsident, die die Gründung eines Nachwuchszentrums veranlassen. In der folgenden Spielzeit wurde auch der erst 17-jährige, aus Lüttich stammende Hervelle in den Kader der Profimannschaft aufgenommen. 2001 nahm man das angrenzende Verviers als Ortsbezeichnung mit in den Vereinsnamen mit auf. Nachdem man am Saisonende 1999/2000 noch Drittletzter der höchsten Spielklasse war, konnte man 2003 nach einem zweiten Platz in der Hauptrunde bis in die Finalserie um die Meisterschaft vordringen, wo man jedoch Spirou BC Charleroi unterlag. Eine Spielzeit später konnte man die Hauptrundenplatzierung bestätigen, schied aber diesmal bereits wieder in der Play-off-Halbfinalserie um die Meisterschaft aus. 2004 verließen sowohl Trainer Bavčević, der zum Ligakonkurrenten Dexia Mons-Hainaut wechselte, als auch der aufstrebende Axel Hervelle, der nach Spanien zu Real Madrid wechselte, den Verein. Damit endete eine kurze sportliche Erfolgsphase der ersten Mannschaft, die anschließend sich im Hinterfeld der ersten Spielklasse platzierte. Zweimal wurde man 2009 und 2012 sogar Tabellenletzter, ist aber in der professionellen Spielklasse Belgiens, die seit 2008 nur noch neun Mannschaften umfasst, vor einem Abstieg geschützt.
Nachdem es bereits 2008 nach einem Konkursantrag beinahe zur Auflösung der professionellen Spielbetriebsgesellschaft gekommen war, kam es knapp fünf Jahre erneut zu einem Insolvenzantrag, bevor zumindest der Spielbetrieb bis Saisonende sichergestellt werden konnte.

## Bekannte Spieler
| - Chris Haslam 1999–2001 - / Marcus Faison 2000–2002, 2011/12 - Axel Hervelle 2000–2004 - Darius Hall 2002–2004 - Nedžad Sinanović 2003–2005 - Aleksandar Zečević 2003–2009 - Veselin Petrović 2004/05 - Marcus Douthit 2004/05 - Adrian Autry 2004/05 | - Mouhamed Saer Sené 2005/06 - Brian Greene 2005/06 - LaMont McIntosh 2005/06 - Christophe Beghin 2005–2007 - / Greg Brunner 2006/07 - Thomas Gardner 2006/07 - Charles Lee 2007/08 - Stanley Burrell 2009/10 - Anthony Hilliard 2009/10 | - Tornike Schengelia 2010/11 - Brandon Gay 2010/11 - Darius Hargrove 2010/11 - Stefon Jackson 2010/11 - Domonic Jones 2011 - Bingo Merriex 2011/12 |

## Ehemalige Trainer
- 1989–1991  Giovanni Bozzi
- 1999–2004  Nikša Bavčević
- 2004–2006  Eddy Casteels
- 200600000  Luc Smout
- 2006–2008  Ivica Skelin
- 2008–2010  Jürgen Van Meerbeeck
- 201000000  Ivica Skelin
- 2010–2012  Aaron McCarthy